# Murtasa Gubaidullowitsch Rachimow

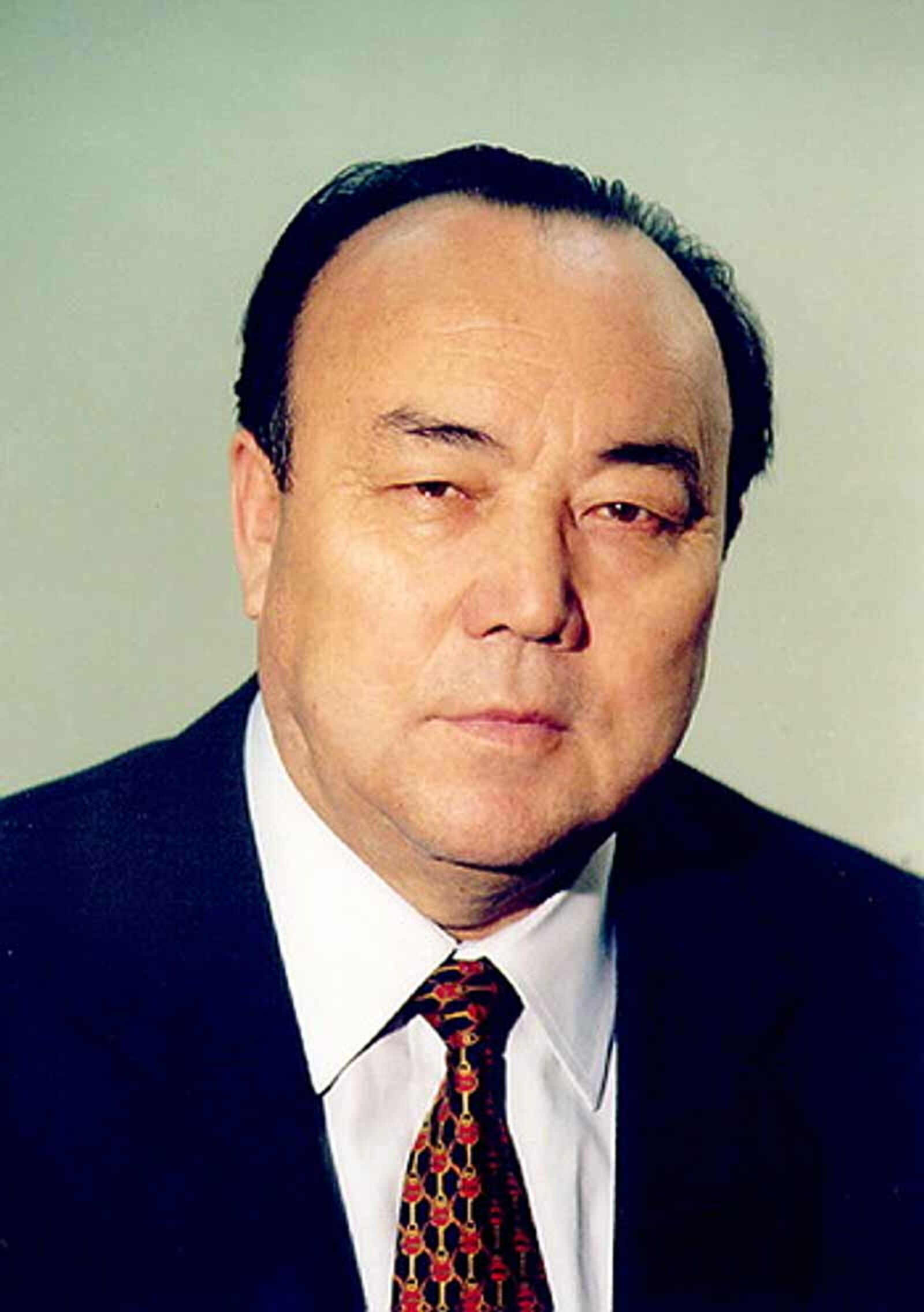
Murtasa Rachimow

Murtasa Gubaidullowitsch Rachimow (* 7. Februar 1934 in Tawakanowo, Rajon Kugartschi, Baschkirische ASSR; † 11. Januar 2023 in Ufa) war ein russisch-baschkirischer Politiker. Von Dezember 1993 bis Juli 2010 war er Präsident der russischen Teilrepublik Baschkortostan und regierte diese zuletzt in seiner vierten Amtszeit.

## Leben und politische Karriere
Rachimow ging in Ufa auf eine Berufsschule für angehende Erdöl-Arbeiter und war nach deren Abschluss bei einer staatlichen Ölraffinerie in Ufa als Ingenieur tätig. Parallel dazu studierte er am Mineralöl-Institut Ufa und schloss das Studium 1964 ab. In den Nachfolgejahren arbeitete Rachimow weiterhin in der Raffinerie und wurde 1986 schließlich deren Direktor.
Die politische Karriere Rachimows begann im Jahr 1989, als er zum Abgeordneten des sowjetischen Volksdeputiertenkongresses gewählt wurde. Als einer der aktivsten Verfechter der politischen Souveränität der Teilrepubliken, darunter auch Baschkortostans, gewann er rasch an Popularität und wurde bereits 1990 zum Vorsitzenden des Oberhauses Baschkortostans. Während seiner Amtszeit trat im Oktober 1990 das Abkommen über die Souveränität von Baschkortostan in Kraft, und am 31. März 1992 wurde die Autonome Republik Baschkortostan als Subjekt der Russischen Föderation gebildet.
Am 12. Dezember 1993 wurde Rachimow bei den Wahlen in Baschkortostan, die gleichzeitig mit den Russischen Dumawahlen liefen, zum ersten Präsidenten der Republik Baschkortostan gewählt. Am 24. Dezember des gleichen Jahres trat die neue Verfassung der Teilrepublik in Kraft, die für den Republikpräsidenten eine fünfjährige Amtszeit vorsieht. Am 14. Juni 1998 fanden in Baschkortostan erneut Präsidentschaftswahlen statt, bei denen Rachimow als einziger zugelassener Kandidat im Amt bestätigt wurde. Der Verlauf dieser Wahl wurde vielfach als undemokratisch kritisiert.
1999 trat Rachimow gemeinsam mit dem Moskauer Oberbürgermeister Juri Luschkow als Gründungsinitiator der politischen Organisation Vaterland – Ganz Russland (russ. Отечество – Вся Россия) auf, die als Vorläufer der konservativen Partei Einiges Russland aus den Dumawahlen 1999 als drittstärkste Partei hervorging. Mit der am 1. Dezember 2001 erfolgten Gründung der Partei wurde Rachimow Mitglied des Vorstandes von Einiges Russland.

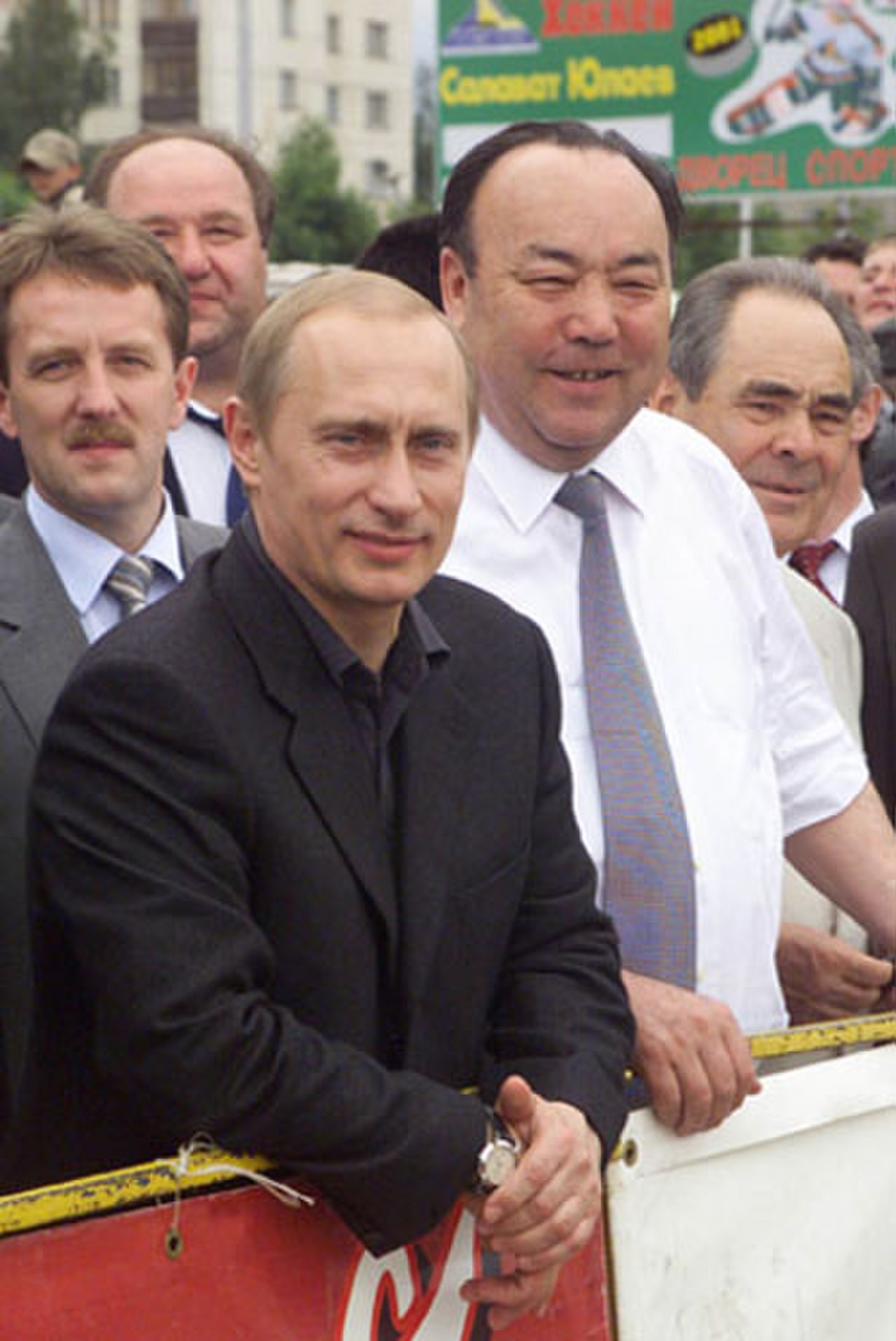
Rachimow mit Präsident Putin, Juni 2001

Bei den erneuten Präsidentschaftswahlen in Baschkortostan, die am 7. Dezember 2003 liefen, verfehlte Rachimow im ersten Wahlgang die absolute Mehrheit, konnte sich jedoch mit Unterstützung des russischen Präsidenten Wladimir Putin im zweiten Wahlgang am 21. Dezember eine Mehrheit gegen den Hauptkonkurrenten Sergei Weremejenko sichern.
Nachdem es in der Stadt Blagoweschtschensk im Dezember 2004 zu einer Serie von Großrazzien der Polizei mit Dutzenden von Verletzten und Festgenommenen kam, entflammten in Baschkortostan massive Proteste der Opposition gegen Rachimow. Im September 2006 stellte sich Rachimow bei Präsident Putin der Vertrauensfrage und wurde von diesem daraufhin erneut vor dem Parlament Baschkortostans als Republikpräsident vorgeschlagen. Am 10. Oktober 2006 bestätigte das Parlament Rachimow im Amt, womit dieser vorzeitig seine nunmehr vierte Legislaturperiode antrat.
Am 15. Juli 2010 trat Rachimow vor Ablauf der vierten Amtszeit zurück. Presseberichten zufolge hatte der Kreml die Absetzung Rachimows vorbereitet. Im Juni 2010 zeigte der der Regierung nahestehende Fernsehsender NTW eine Reportage, in der Rachimow und sein Sohn Ural massiv der Korruption und Bereicherung auf Kosten des Staates bezichtigt wurden. Ural Rachimow verzichtete daraufhin auf eine weitere Amtszeit als Abgeordneter des baschkirischen Parlaments. Mitte Juli 2010 sollen Spezialeinheiten der Sicherheitsorgane nach Baschkortostan verlegt worden sein, um mögliche Unruhen bei einer Absetzung Rachimows zu verhindern.
Rachimow war verheiratet. Sein Sohn, Ural Rachimow (* 1961), war bis 2010 Abgeordneter des republikanischen Parlaments Baschkortostans und von 2005 bis 2009 Generaldirektor des Mineralölunternehmens Baschneft.

## Kritik
In seiner Regierungszeit sah sich Rachimow zunehmend heftiger regionaler wie auch russlandweiter Kritik ausgesetzt, weil ihm autoritäre Herrschaft vorgeworfen wurde. Bereits die zweiten Wahlen des Republikpräsidenten 1998 wurden von liberalen Kräften als unrechtmäßig kritisiert, unter anderem da zwei oppositionelle Kandidaten trotz Gerichtsbeschluss nicht zur Wahl zugelassen wurden. Auch bei den Wahlen 2003 wurde Rachimow vorgeworfen, im zweiten Wahlgang seinen Herausforderer Weremejenko mit Hilfe unlauterer Wahlkampf-Methoden ausgestochen zu haben. Als Grund dafür, dass Rachimow 2006 von Putin trotz oppositioneller Proteste erneut als Präsident Baschkortostans vorgeschlagen wurde, vermuten einige Politologen die vorherigen Zugeständnisse Rachimows an die Staatsmacht: So gab er 2005 dem Druck aus Moskau nach und ließ die in den 1990er-Jahren durchgeführte Privatisierung der baschkirischen Ölunternehmen, die 2003 vom russischen Rechnungshof als missbräuchlich eingestuft wurde, rückgängig machen.
Im Juni 2009 geriet Rachimow erneut in negative Schlagzeilen, nachdem er den Vorstand der Partei Einiges Russland, deren Mitglied er war, in einem Interview der Zeitung Moskowski Komsomolez verbal angegriffen hatte und ihm organisatorische Unfähigkeit unterstellte. Einige ranghohe Parteimitglieder bezeichneten daraufhin die Äußerungen Rachimows als beleidigend und forderten seinen Parteiausschluss, was jedoch vom Vorsitzenden Boris Gryslow abgelehnt wurde.